# Враташи
Враташи или камиле (Raphidioptera) су инсекти који су добили назив по свом дугачком „врату“, што су заправо продужене груди. То је мали ред холометаболних инсеката мрежастих крила, са богатом еволуционом историјом. Заједно са осталим инсектима мрежастих крила гради надред Neuropterida. Карактеристичан облик телу даје издужени проторакс („змијски врат") а код женки и дугачка легалица. Ред обухвата око 210 савремених врста, које насељавају скоро цео холарктички регион.

## Морфолошке и еколошке карактеристике[3]
Припадници реда Raphidioptera имају прогнатну, издужену и врло флексибилну главу, која се наставља на веома издужени проторакс. На глави се налазе два крупна сложена ока и дорзално постављене оцеле (одсуствују код савремене фамилије Inocelliidae која је тако добила име). Усни апарат је за грицкање и код ларви и код адулата. Крила су хомономне грађе.
Raphidioptera живе већином на дрвећу, у оним пределима где се температура спушта близу тачке мржњења (ниска температура је неопходна за развиће). Дугачком легалицом јаја се постављају у кору дрвећа, где се развијају и живе ларве. Период развића јаја у ларву траје од неколико дана до три недеље, а период живота ларви траје 2-3 године (изузетно до 6 година). Ларве се пресвлаче око 10 пута, пре учауравања у лутку. Код појединих врста ларве живе у стељи, земљишту или у пукотинама стена. И ларве и адулти воде предаторски начин живота, адулти су активни током дана.

## Филогенија и систематика реда
Ред Raphidioptera поседује богату фосилну историју, са најранијим дефинитивним припадником из ране Јуре. Старији фосили који су сврставани у овај ред сада су распоређени у друге неоптерне редове. На основу упоредних фосилних истраживања сродних група, може се претпоставити палеозојска старост реда Raphidioptera, са диверзификацијом почетком Мезозоика (после масовног изумирања врста крајем Перма).
Ред се дели на два подреда, а подред Priscaenigmatomorpha обухвата најпримитивније и најраније фосилне представнике. Код њих је присутна типична рафидиоптерна венација задњих крила, али не и предњих. У млађем (и савременом) подреду Raphidiomorpha присутна је карактеристична венација и у предњим крилима. Овај подред обухвата 2 савремене фамилије, 4 парафилетске мезозојске фамилије и 2 врсте пронађене у мезозојским ћилибарима, којима није са сигурношћу утврђена припадност.
подред  (доња Јура)
фамилија 
подред  (горња Креда — данас)
фамилија †
фамилија †
фамилија 
фамилија †
фамилија 
† (Креда)
† (Креда)